# Поспешный (тендер, 1845)
«Поспешный» — парусный тендер Черноморского флота Российской империи, первый из двух тендеров одноимённого типа. Во время службы использовался в качестве гидрографического судна, принимал участие в действиях флота у кавказского побережья и Крымской войне, во время которой был затоплен в Севастополе при оставлении города гарнизоном.

## Описание тендера

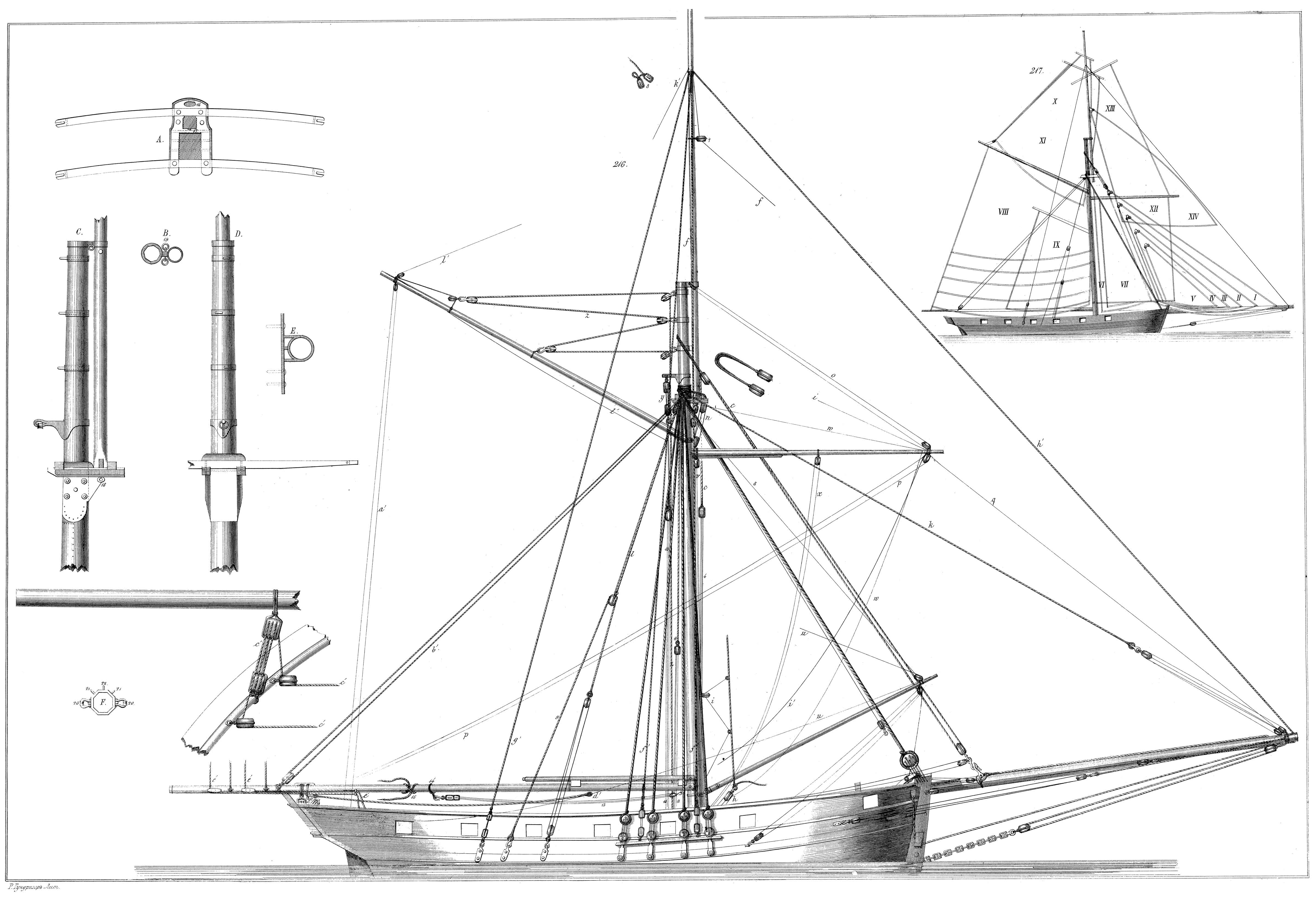
Российский тендер. Изображение из книги К. Н. Посьета «Вооружение военных судов»

Парусный одномачтовый тендер с деревянным корпусом, один из двух тендеров одноимённого типа. Длина судна по сведениям из различных источников составляла от 19,4 до 28,5 метра, ширина от 6,4 до 6,6 метра. Артиллерийское вооружение судна в разное время состояло от десяти до двенадцати орудий, включавшие две 3-фунтовые чугунные пушки, одну 3/4-фунтовую медную пушку и четыре 12-фунтовые карронады.

## История службы

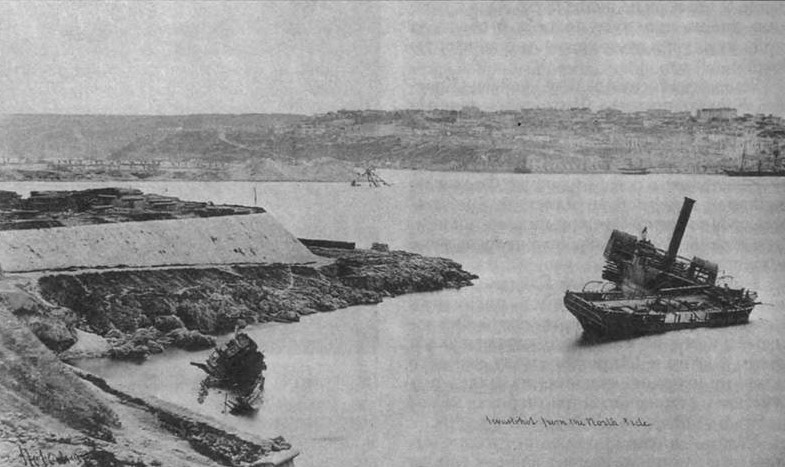
Вид на Севастопольскую бухту после осады 1855 года. Слева направо затопленные корабли: тендер «Поспешный», транспорт «Прут» и пароходофрегат «Херсонес»

Тендер «Поспешный» был заложен на стапеле Николаевского адмиралтейства 18 (30) марта 1844 года и после спуска на воду 9 (21) сентября 1845 года вошёл в состав Черноморского флота России. Строительство вёл кораблестроитель подполковник А. С. Акимов.
С 1846 по 1850 год тендер использовался для выполнения гидрографических работ в акватории Чёрного моря. В 1852 и 1853 годах принимал участие в операциях отрядов кораблей Черноморского флота у кавказских берегов Чёрного моря. Принимал участие в Крымской войне. В 1854 и 1855 годах находился в готовности в Севастополе. Был затоплен 27 августа (8 сентября) 1855 года на севастопольском рейде при оставлении города гарнизоном
При расчистке севастопольской бухты 13 (25) сентября 1856 тендер был поднят со дна и повторно введен в состав судов флота.

## Командиры тендера
Командирами тендера «Поспешный» в составе Российского императорского флота в разное время служили:
- Г. И. Бутаков (1846—1850 годы);
- П. Н. Кондогури (1852 годы);
- А. Н. Андреев (до июля 1853 года);
- А. Б. Асланбегов (с июля 1853 года).